# Roger Miret
Roger Miret, pseudonimo di Rogelio de Jesus Miret (L'Avana, 30 giugno 1964), è un musicista statunitense, meglio noto come cantante del gruppo hardcore punk Agnostic Front e della band street punk Roger Miret and the Disasters.

## Biografia
Miret è nato a L'Avana, Cuba. È il fratellastro maggiore del frontman dei Madball, Freddy Cricien. I due hanno la stessa madre, che è di origine cubana, e padri diversi, da cui i cognomi diversi. Miret e la sua famiglia sono fuggiti da Cuba per sfuggire al regime di Fidel Castro
.
Nel 1982, assieme a Vinnie Stigma, fondò gli Agnostic Front che nel 1983 pubblicò con una etichetta discografica indie  un EP con il quale debuttarono, United Blood. A questo primo disco seguì Victim in Pain, pubblicato nel 1984 con il contributo di Peter Steele dei Carnivore per quanto riguarda i testi. Nel 1986 venne pubblicato Cause for Alarm, disco che ebbe una gestazione molto difficoltosa visti i continui cambi di formazione. Pubblicato dalla Combat Records, Cause for Alarm aggiunse influenze thrash metal, creando un nuovo genere.
Dopo un nuovo cambio di formazione, il gruppo pubblicò, nel 1987, Liberty & Justice. Nel frattempo la scena hardcore era saturata, ed il disco fu un vero e proprio fallimento se comparato ai due precedenti. Inoltre poco dopo la pubblicazione lo storico chitarrista Vinnie Stigma, unico componente originale assieme a Roger Miret, lasciò il gruppo causando un brusco cambiamento di formazione, con l'aggiunta di Alan Peterson al basso, Whill Sheplar alla batteria e Steve Martin, ex Straw Dogs, alla chitarra.
Nel 1989 poco dopo la pubblicazione del disco Live at CBGB, Miret venne arrestato per possesso di droghe, e trascorse due anni in carcere, mentre Stigma ed il resto del gruppo iniziarono un lungo tour in Europa. In un'intervista del 2011, ha dichiarato di essersi fatto coinvolgere in attività illecite perché viveva in povertà, e la sua compagna di allora era incinta.  Dopo essere stato rilasciato, ha iniziato a sostenere le campagne PETA, così come altre organizzazioni senza scopo di lucro, e ha seguito una dieta vegetariana per molti anni.
Nel 2002, Miret cominciò a lavorare su un side project, Roger Miret and the Disasters, ispirato soprattutto alla vecchia scuola del punk rock e dell'Oi!.
Nel 2019 ha pubblicato la sua autobiografia, My Riot – Agnostic Front: La mia vita hardcore.

## Discografia

### Con gli Agnostic Front

#### Album in studio

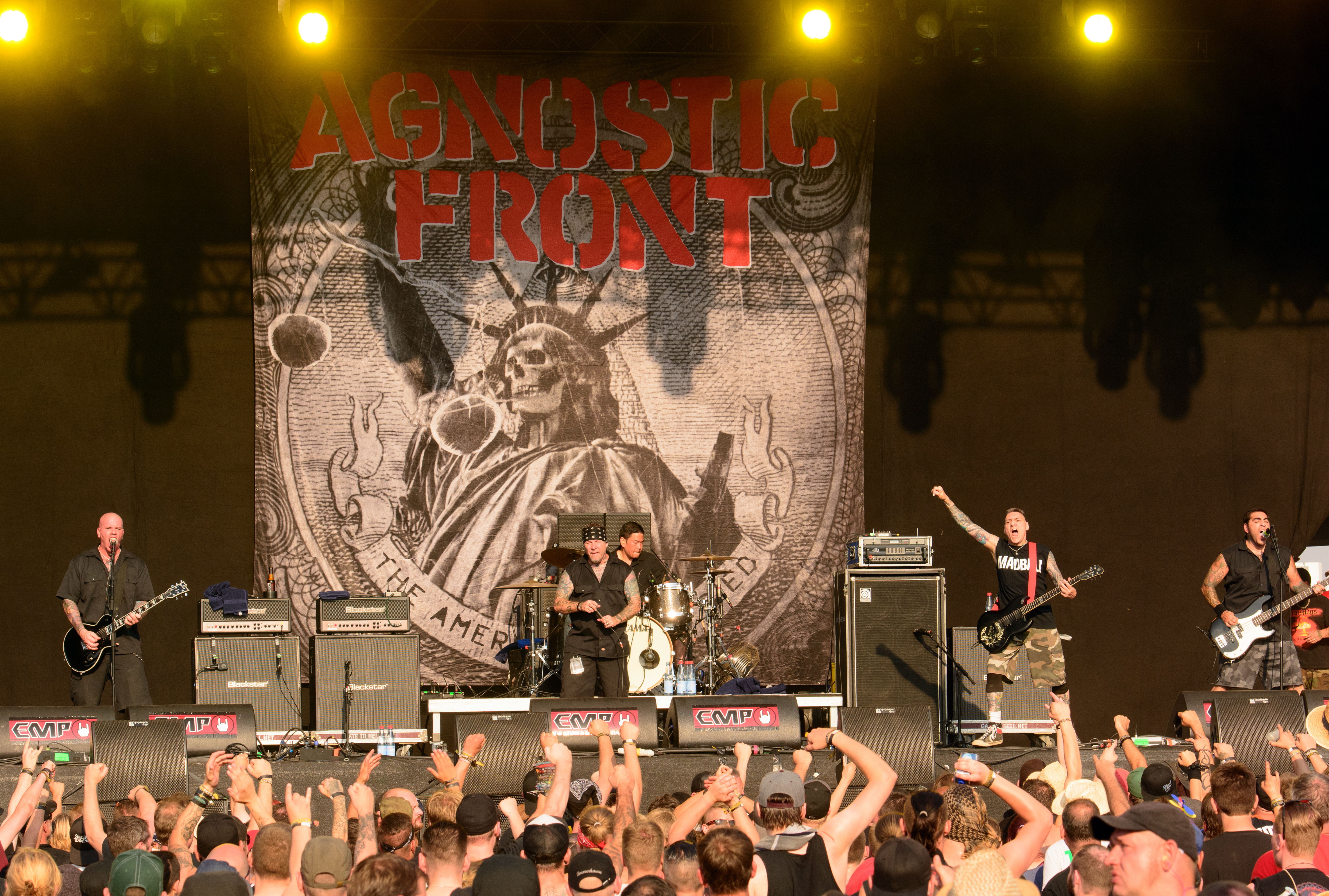
Gli Agnostic Front al Reload Festival di Sulingen nel 2016

- 1984 – Victim in Pain
- 1986 – Cause for Alarm
- 1987 – Liberty and Justice for...
- 1992 – One Voice
- 1998 – Something's Gotta Give
- 1999 – Riot! Riot! Upstart
- 2001 – Dead Yuppies
- 2005 – Another Voice
- 2007 – Warriors
- 2011 – My Life My Way
- 2015 – The American Dream Died
- 2019 – Get Loud!

### Con i Roger Miret and the Disasters

#### Album in studio
- 2002 – Roger Miret and the Disasters
- 2005 – 1984
- 2006 – My Riot
- 2011 – Gotta Get Up Now

### Con i Lady Luck

#### Album in studio
- 1997 – A New Beginning
- 2000 – Life in Between

### Con i Madball

#### EP
- 1989 – Ball of Destruction
- 1992 – Droppin’ Many Suckers

### Con i The Alligators

#### Album in studio
- 2006 – You Ruined Everything
- 2008 – The Alligators
- 2012 – Time's Up, You're Dead

## Opere
- My Riot – Agnostic Front: La mia vita hardcore (2019)